# Tontelea tenuicula
Tontelea tenuicula är en benvedsväxtart som först beskrevs av John Miers, och fick sitt nu gällande namn av Albert Charles Smith. Tontelea tenuicula ingår i släktet Tontelea och familjen Celastraceae. Inga underarter finns listade.